# Theodor Jankowitsch de Miriewo

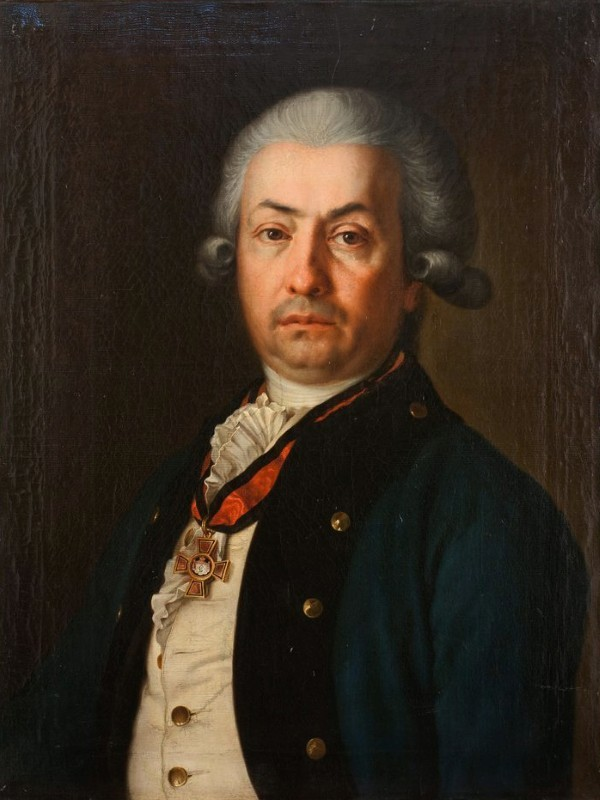
Theodor Jankowitsch de Miriewo

Theodor Jankowitsch de Miriewo (serb.: Teodor Janković-Mirijevski, russisch Федор Иванович Янкович де Мириево, translit.: Fjodor Iwanowitsch Jankowitsch de Mirijewo; * 1741 Kamenitz, heute zu Novi Sad; † 1814 in Sankt Petersburg) war ein Aufklärer und Bildungsreformer, zuerst in österreichischen Diensten, später im russischen Zarenreich.

## Jugend
Theodor Jankowitsch wurde in der damals zum habsburgischen Königreich Ungarn gehörenden Vojvodina im Dorf Kamenitz (serbisch: Sremska Kamenica, ung.: Kamanc) in der Nähe von Peterwardein geboren. Seine Familie war serbisch und stammte aus Mirijevo in der Nähe von Belgrad. Er besuchte zunächst die Trivialschule in seinem Heimatdorf und später die Lateinschule in Syrmisch-Karlowitz. Danach ging er nach Wien, wo er in den Diensten des Oberst Feketija stand. Er besuchte die Universität Wien und studierte „Polizey- und Kameralwissenschaft“ beim Professor Joseph von Sonnenfels. Dadurch kam er in den Kreis jener Beamten, die in der Regierungszeit Maria Theresias und später unter Kaiser Joseph II. das österreichische Schulsystem im Zeichen der Aufklärung reformierten.

## Bildungsreformer in österreichischen Diensten
In dieser Zeit versuchte die österreichische Verwaltung im Sinne des Absolutismus die Kontrolle über das Schulsystem zu erlangen. Davor waren fast alle Schulen konfessionell. Unter diesen Vorzeichen wurde im Jahr 1773 der Jesuitenorden aufgelöst und 1774 von Maria Theresia die Allgemeine Schulpflicht in den habsburgischen Kronländern eingeführt. Im Geiste des Rationalismus sollte dieses neue Schulsystem die Bildung der breiten Massen heben.
Theodor Jankowitsch trat zunächst im Jahr 1773 in die Dienste des orthodoxen Bischofs von Temeschwar und wurde auf Beschluss der Illyrischen Deputation zum Leiter der nicht-unierten Schulen im Banat ernannt, das heißt aller kirchlichen serbischen und rumänischen Schulen. Im Jahr darauf verfasste Johann Ignaz von Felbiger seine „Allgemeine Schulordnung für die deutschen Normal-, Haupt- und Trivialschulen“, womit ein staatliches dreistufiges Schulsystem errichtet werden sollte. Die Basis bildete dabei ein flächendeckendes Netz von Trivialschulen (später Volksschule genannt) mit sechsjähriger Schulpflicht. In größeren Marktflecken und Städten wurden Hauptschulen errichtet und die Spitze bildeten die Normalschulen, die gleichzeitig der Lehrerausbildung dienten. Jankowitsch besuchte im Jahr 1776 Felbiger in Wien und wurde beauftragt, diese Schulreform nun auch im zum Königreich Ungarn gehörenden Banat durchzuführen. Dazu mussten jedoch für die orthodoxen Schulen die deutschsprachigen Schulunterlagen erst einmal ins Slawonische und Rumänische übersetzt werden. Gemeinsam mit seinem rumänischsprachigen Mitarbeiter Mihai Roşu machte er sich an die Arbeit.
1776 erschien das „Handbuch für Magister der illyrischen, nicht unierten kleinen Schulen“. Jankowitsch verwendet dabei erstmals die kyrillische Schreibweise in einem staatlichen österreichischen Schulbuch. Im Jahr darauf übersetzte er Felbigers mathematisches Schulbuch „Anleitung zur Rechenkunst“ ins Slawonisch/Serbische, während sein Kollege Gheorghe Şincai die rumänische Version erstellte. Für seine Verdienste wird er anschließend in den Adelstand gehoben mit dem Namenszusatz „de Miriewo“, nach dem Ursprungsort seiner Familie. Im Jahr 1781 verfasste er ein Buch mit einem Vergleich der kyrillische Schrift in der serbischen Sprache gegenüber der Lateinschrift. Im selben Jahr besuchte bereits die Hälfte der männlichen serbischsprachigen Kinder im Banat eine der Trivialschulen.

## Bildungsreformer im Russischen Reich
Die russische Zarin Katherina II. wurde auf die österreichischen Bildungsreformen aufmerksam und trat daraufhin in Korrespondenz mit dem Hof in Wien. Der seit 1780 regierenden Kaiser Joseph II. reiste noch im Jahr seines Regierungsantritts nach Russland und traf sich am 4. Juni mit der Zarin in Mogiljow. Durch ihren Berater Franz Ulrich Theodor Aepinus war Katherina II. über das neue österreichische Schulsystem bestens informiert worden und bat um die Übersendung der für die slawischen Untertanen des Kaisers verfassten Schulbücher. Joseph II. kam der Bitte umgehend nach, wodurch die Werke von Jankowitsch nun auch in Russland bekannt wurden.

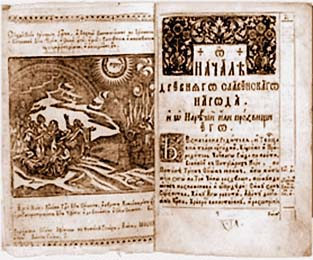
Russisches Schulbuch von Theodor Jankowitsch

Die Zarin hatte jedoch höchste Bedenken, in Russland ein staatliches Schulsystem gegen die staatstragende orthodoxe Kirche aufzubauen. Besonders wollte sie vermeiden, katholische oder protestantische Berater ins Land zu holen, die die erste Generation der neuen russischen Lehrer ausbilden könnten. Im Jahr 1782 bat Katharina II. deshalb den österreichischen Kaiser, ihr einen geeigneten Berater aus dessen orthodoxen Untertanen zu senden. Die Wahl fiel durch Felbigers Empfehlung auf den sich bereits profilierten „Direktor der illyrischen Schulen“ Theodor Jankowitsch. Dieser nahm das Angebot an und reiste noch im September 1782 nach Russland. In Sankt Petersburg waren bereits im Jahr davor sieben Schulen nach der Normalmethode errichtet worden, in denen 26 Lehrer unterrichteten und die von 426 nichtadeligen Kindern besucht wurden. Von diesen befand Jankowitsch 14 dafür befähigt, selber Lehrer zu werden. Umgehend wurde nun im Gouvernement Sankt Petersburg eine Kommission eingerichtet, um das neue Schulsystem zu erproben (Kommission für die Errichtung von Volksschulen - комиссия об учреждении народных училищ). Mitglieder waren Petr A. Zavodovskij, ein Popensohn und kurzzeitig Favorit der Zarin, Petr I. Pastuchov, Mitglied des kaiserlichen Kabinetts, sowie Franz Ulrich Theodor Aepinus. Unterrichtsfächer waren Schreiben und Lesen, Katechismus und Arithmetik. Ab der dritten Klasse sollte Geschichte, Geographie und Kirchengeschichte dazukommen, sowie in der vierten Klasse Naturgeschichte, Mechanik, Physik, Zeichnen, Kalligraphie und als Fremdsprache Deutsch. Damit war das russische System von Anfang an mehr auf Naturwissenschaften ausgerichtet als das österreichische Vorbild. Für die Bezirke Kiew, Asow und Neurussland war Griechisch als Fremdsprache geplant, Chinesisch im Gouvernement Irkutsk, sowie Arabisch und Tatarisch in den islamischen Regionen.
1783 wurde Jankowitsch zum Direktor der Volksschulen im Gouvernement Sankt Petersburg bestellt, bis er 1785 durch Ossip Petrowitsch Kozodavlev abgelöst wurde. Im Jahr 1786 beteiligte er sich an der Verfassung genauer Statuten für diesen Schultypus und baute daneben eine Lehrerausbildung auf. 1802 war er an der Einrichtung des ersten Bildungsministerium beteiligt und 1804 wurde er zum Leiter des Pädagogischen Seminars bestellt. Für seine Verdienste wurde er zum Mitglied der Russischen Akademie der Wissenschaften berufen. Weiters übersetzte er Schulbücher vom Deutschen ins Russische, darunter das ABC-Büchlein von Johann Balthasar Antesperg. In dieser Zeit waren etwa die Hälfte der russischen Schulbücher von ihm selbst geschrieben oder übersetzt worden.
Unter Zar Alexander I. schwand schließlich sein Einfluss auf die russische Bildungspolitik. Gegenüber dem allgemeinen Schulmodell nach österreichischem Vorbild für alle Bevölkerungsschichten wurde im Zuge der napoleonischen Kriege nun wieder die klassische Ausbildung bevorzugt, mit militärischer Bildung für junge Adelige. Jankowitsch blieb dennoch in Russland und starb am 23. Mai 1814 in Sankt Petersburg. Er wurde im Alexander-Newski-Kloster in Sankt Petersburg begraben.